# Хаммерстайн, Элейн
Элейн Хаммерстайн (англ. Elaine Hammerstein; 16 июня 1897—13 августа 1948) — американская актриса немого кино и театра.

## Музыкальная родословная
Элейн Хаммерстайн была дочерью продюсера оперетт Артура Хаммерстайна и внучкой Оскара Хаммерстайна I. Её отец однажды замечал, что карьера дочери его интересует намного больше своей. Элейн являлась дочерью от первого брака Артура с Жан Аллисон Хаммерстайн.

## Театр
Часто сообщается, что Хаммерстайн в 1913 году в возрасте 17 лет окончила Брин-Мор-колледж. В действительности никаких записей в архивах колледжа об этом не обнаружено. В любом случае дебют актрисы в театре состоялся в том же году на Бродвее. Тогда она появилась в постановке/мюзикле «Высокий Джинкс» вместе с актёром Шитцом Эдвардсом. В 1915 году выступила на Бродвее второй раз, в постановке «Капкан» вместе с актёром Холбруком Блинном.

## Фильмы
Также Хаммерстайн снималась в кино. С 1915 по 1926 появилась в 44 фильмах. Среди известных фильмов с её участием являются: «Девочка из ниоткуда» (1921), «Барабаны тревоги» (1923), «Безрассудная молодость» (1922), «Золото Бродвея» (1923) и «Полуночный экспресс» (1924), в котором снялась вместе с Уильямом Хейнсом. В последнем фильме продюсеры пытались сделать Хейнса и Хаммерстайн парой, но тем не менее в реальной жизни Хайнс был геем.

## Личная жизнь
10 июля 1926 года Хаммерстайн вышла замуж за работника Лос-Анджелесского пожарного департамента Джеймса Уолтера Кейса. Он также работал и финансовым директором Демократической партия Калифорнии.
После свадьбы Хаммерстайн ушла из киноиндустрии. Последнее появление на экране состоялось в драме Columbia Pictures 1926 года «Леди отдыха» (1926).

## Смерть
В августе 1948 года, возвращаясь из путешествия Кейс, Хаммерстайн и трое их друзей ехали в мексиканском городе Тихуана на высокой скорости, по склону холма, и врезались во встречную машину. Шесть человек, находившихся в мексиканском автомобиле выжили с незначительными травмами, а Хаммерстайн и её спутники оказались в ловушке, когда после столкновения автомобиль соскользнул с насыпи и упал вниз по склону. Хаммерстайн, Кейс и трое их попутчиков из Лос-Анджелеса — Джейн Шафер Ричардс, Глэдис Голди Холл и Ричард Гарви-младший — все погибли.
На момент смерти Хаммерстайн был 51 год, её мужу 66 лет. Они были похоронены на Голгофском кладбище в Восточном Лос-Анджелесе.

## Избранная фильмография
Более половины фильмов с участием Хаммерстайн были утеряны. В полном списке в английском разделе указаны сохранившиеся целиком или частично фильмы.